# Innenheim
Innenheim ist eine französische Gemeinde mit 1221 Einwohnern (Stand 1. Januar 2021) im Département Bas-Rhin in der Region Grand Est (bis 2015 Elsass). Der Name wurde vom Familiennamen Inle oder Enle abgeleitet. Innenheim hat im Nordwesten einen Anschluss an die Autoroute  A35.

## Bevölkerungsentwicklung
| Jahr      | 1962 | 1968 | 1975 | 1982 | 1990 | 1999 | 2006 | 2017 |
| --------- | ---- | ---- | ---- | ---- | ---- | ---- | ---- | ---- |
| Einwohner | 692  | 731  | 908  | 862  | 840  | 1015 | 1027 | 1188 |

## Politik
Die Gemeinde Innenheim ist mit drei Delegierten in der Communauté de communes du Pays de Sainte-Odile vertreten.

## Sehenswürdigkeiten
- La chapelle du loup, eine Kapelle

|  |  |